# 西夫卡-卡盧西卡
49°1′37″N 24°17′38″E / 49.02694°N 24.29389°E
西夫卡-卡盧西卡（烏克蘭語：Сівка-Калуська），是烏克蘭的村落，位於該國西部伊萬諾-弗蘭科夫斯克州，由卡盧什區負責管轄，始建於1594年，面積7.67平方公里，2001年人口1,646，人口密度每平方公里214人。